# Seznam vrcholů v Litenčické pahorkatině

Litenčická pahorkatina na mapě Vnějších Západních Karpat

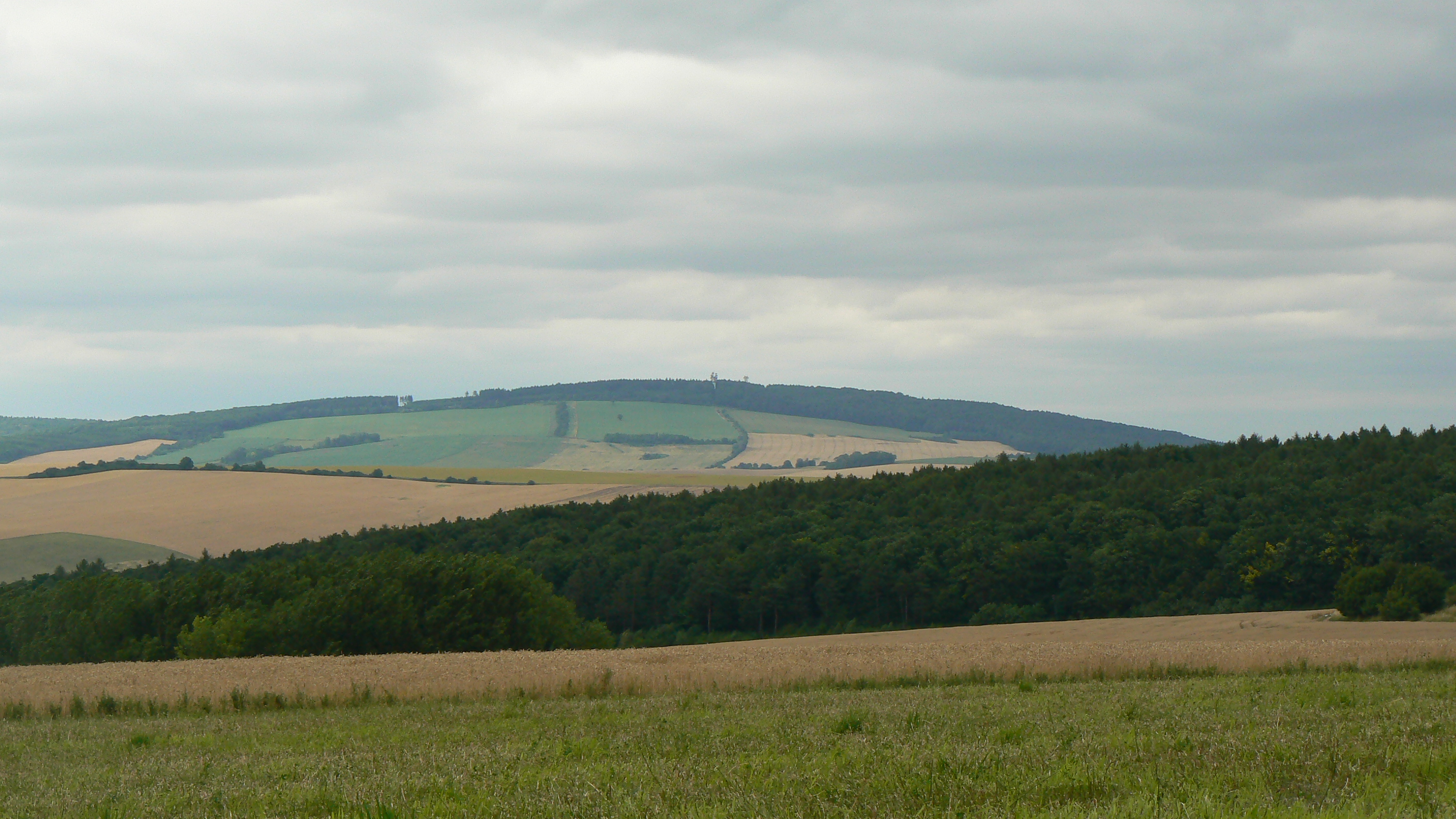
Hradisko (518 m)

Seznam vrcholů v Litenčické pahorkatině obsahuje pojmenované litenčické vrcholy s nadmořskou výškou nad 350 m a dále všechny vrcholy s prominencí (relativní výškou) nad 100 m. Seznam je založen na údajích dostupných na stránkách Mapy.cz. Jako hranice pohoří byla uvažována hranice stejnojmenného geomorfologického celku.

## Seznam vrcholů podle výšky
Seznam vrcholů podle výšky obsahuje všechny pojmenované vrcholy s nadmořskou výškou nad 350 m. Celkem jich je 25. Nejvyšší horou je Hradisko vysoké 518 m, které se nachází v geomorfologickém okrsku Lhotská vrchovina.
| #   | Vrchol                | Výška m n. m. | Souřadnice                       | Okrsek                  | Přístup                   |
| --- | --------------------- | ------------- | -------------------------------- | ----------------------- | ------------------------- |
| 1.  | Hradisko              | 518           | 49°12′04″ s. š., 17°07′16″ v. d. | Lhotská vrchovina       | červená turistická značka |
| 2.  | Kleštěnec             | 498           | 49°13′01″ s. š., 17°12′35″ v. d. | Zdislavická vrchovina   | modrá turistická značka   |
| 3.  | Nad Bořickou zahradou | 454           | 49°13′09″ s. š., 17°14′06″ v. d. | Zdislavická vrchovina   | neznačeno                 |
| 4.  | Klín                  | 448           | 49°13′01″ s. š., 17°06′05″ v. d. | Lhotská vrchovina       | zelená turistická značka  |
| 5.  | Žešov                 | 426           | 49°13′58″ s. š., 17°04′50″ v. d. | Lhotská vrchovina       | neznačeno                 |
| 6.  | Tupá hora             | 416           | 49°14′08″ s. š., 17°06′23″ v. d. | Lhotská vrchovina       | neznačeno                 |
| 7.  | Okrouhlice            | 416           | 49°12′12″ s. š., 17°08′23″ v. d. | Lhotská vrchovina       | neznačeno                 |
| 8.  | Chlum                 | 402           | 49°11′08″ s. š., 17°14′58″ v. d. | Brankovická pahorkatina | neznačeno                 |
| 9.  | Bralová               | 400           | 49°08′12″ s. š., 17°11′34″ v. d. | Brankovická pahorkatina | neznačeno                 |
| 10. | Troják                | 397           | 49°16′05″ s. š., 17°17′45″ v. d. | Medlovská vrchovina     | neznačeno                 |
| 11. | Větrník               | 394           | 49°11′51″ s. š., 16°59′04″ v. d. | Větrnická vrchovina     | žlutá turistická značka   |
| 12. | Lichov                | 380           | 49°11′38″ s. š., 17°08′17″ v. d. | Lhotská vrchovina       | neznačeno                 |
| 13. | Kopec u dvorku        | 380           | 49°07′50″ s. š., 17°09′52″ v. d. | Brankovická pahorkatina | neznačeno                 |
| 14. | Zálhotí               | 378           | 49°13′39″ s. š., 17°08′48″ v. d. | Lhotská vrchovina       | neznačeno                 |
| 15. | Kraví hora            | 377           | 49°08′30″ s. š., 17°10′27″ v. d. | Brankovická pahorkatina | neznačeno                 |
| 16. | Holý kopec            | 374           | 49°13′30″ s. š., 17°01′46″ v. d. | Kučerovská pahorkatina  | neznačeno                 |
| 17. | Lášovec               | 371           | 49°10′48″ s. š., 17°14′18″ v. d. | Brankovická pahorkatina | neznačeno                 |
| 18. | Kusá hora             | 370           | 49°15′33″ s. š., 17°18′00″ v. d. | Medlovská vrchovina     | neznačeno                 |
| 19. | Čížová                | 363           | 49°17′00″ s. š., 17°15′53″ v. d. | Medlovská vrchovina     | neznačeno                 |
| 20. | Urban                 | 361           | 49°10′21″ s. š., 16°53′02″ v. d. | Kučerovská pahorkatina  | neznačeno                 |
| 21. | Kopánky               | 360           | 49°09′46″ s. š., 17°05′30″ v. d. | Brankovická pahorkatina | neznačeno                 |
| 22. | Špinberk              | 357           | 49°12′42″ s. š., 17°03′09″ v. d. | Lhotská vrchovina       | neznačeno                 |
| 23. | Hrbačky               | 355           | 49°09′04″ s. š., 17°09′34″ v. d. | Brankovická pahorkatina | neznačeno                 |
| 24. | Černecký háj          | 355           | 49°09′13″ s. š., 17°02′24″ v. d. | Brankovická pahorkatina | neznačeno                 |
| 25. | Jaslůvka              | 351           | 49°11′54″ s. š., 17°01′41″ v. d. | Kučerovská pahorkatina  | neznačeno                 |

## Seznam vrcholů podle prominence
Seznam vrcholů podle prominence obsahuje všechny litenčické vrcholy s prominencí (relativní výškou) nad 100 m bez ohledu na nadmořskou výšku. Celkem jsou 3. Nejprominentnějším vrcholem je Hradisko (170 m).
| #  | Vrchol    | Výška m n. m. | Promi- nence | Izolace (km)    | Souřadnice                       | Přístup                   |
| -- | --------- | ------------- | ------------ | --------------- | -------------------------------- | ------------------------- |
| 1. | Hradisko  | 518           | 170          | 11,1 → Hrad     | 49°12′04″ s. š., 17°07′16″ v. d. | červená turistická značka |
| 2. | Kleštěnec | 498           | 134          | 06,1 → Hradisko | 49°13′01″ s. š., 17°12′35″ v. d. | neznačeno                 |
| 3. | Větrník   | 394           | 100          | 05,4 → Řežava   | 49°11′51″ s. š., 16°59′04″ v. d. | žlutá turistická značka   |